# Lakshmi Narasimhan Rangarajan
Lakshmi Narasimhan Rangarajan (tamil: இலட்சுமி நரசிம்மன் ரங்கராஜன், Ilaṭcumi Naracimmaṉ Raṅkarājaṉ) es un diplomático indio jubilado.
- En 1956 entró al Indian Foreign Service.
- De 1958 a 1959 fue empleado en Tokio.
- De 1959 a 1961 fue empleado en San Francisco (California).
- En 1961 fue empleado en el Ministerio de Asuntos Exteriores (India).
- De 1962 a 1964 fue empleado en Hanói.
- De 1964 a 1967 fue empleado en Londres.
- De 1967 a 1971 fue empleado en el Ministerio de Asuntos Exteriores (India).
- De 1971 a 1973 fue Comisionado en Hong Kong.
- De 1974 a 1975 fue secretario de enlace en el Ministerio de Asuntos Exteriores (India).
- De 1975 a 1976 fue empleado en la Universidad de Harvard.
- De 1977 a marzo de 1978 fue secretario de enlace en el Ministerio de Asuntos Exteriores (India).
- De marzo de 1978al 16 de enero de 1981 fue embajador en Atenas.
- Del 16 de enero de 1981 a 1984 fue embajador en Jartum.
- De 1984 a marzo de 1989 fue embajador en Túnez (ciudad).
- De marzo de 1989 a 1994 fue embajador en Oslo con acreditación en Reikiavik.[1]

## Obra
- Commodity Conflict: The Political Economy of International Commodity Negotiations, 1978. Cornell University Press and Croom Helm (London) (Conflicto de Mercancía (economía))
- The Limitation of Conflict: A Theory of Bargaining and Negotiation, New York: St. Martin's Press, 1985